# Cerro Azul, Colombia
Cerro Azul är en kulle i Colombia.   Den ligger i departementet Guaviare, i den centrala delen av landet, 400 km söder om huvudstaden Bogotá. Toppen på Cerro Azul är 485 meter över havet, eller 169 meter över den omgivande terrängen. Bredden vid basen är 3,4 km.
Terrängen runt Cerro Azul är platt åt sydost, men åt nordväst är den kuperad.  Trakten runt Cerro Azul är nära nog obefolkad, med mindre än två invånare per kvadratkilometer. Det finns inga samhällen i närheten. I omgivningarna runt Cerro Azul växer i huvudsak städsegrön lövskog.